# Algot Goldkuhl
Frans Algot Goldkuhl, född 4 mars 1879 i Växjö församling i Kronobergs län, död 9 december 1957 i Hedemora stadsförsamling i dåvarande Kopparbergs län, var en svensk gruvingenjör och företagsledare.
Goldkuhl avlade mogenhetsexamen 1898 och examen som bergsingenjör vid Kungliga Tekniska högskolan 1901. Han blev gruvingenjör vid Nora bergslags gemensamma gruvförvaltning 1902 och vid Persbergs Gruf AB 1904. Han verkade vid Nautanens kopparfält 1907–1909 och var under sitt andra tjänsteår där verkställande direktör. Sedan följde en tid utomlands då han var gruv- och byggnadsingenjör i Kanada och USA 1909–1914. 
Återkommen till Sverige blev han gruvingenjör vid Stora Långviks Gruf AB 1914 och var VD där 1928–1944. Han var därtill VD för AB Smålands Taberg och Skandinaviska Gruf AB 1940–1951.
Studieresor företogs till Tyskland, England och Mexiko och hans reseberättelser publicerades i Jernkontorets Annaler.
Algot Goldkuhl var son till stadsläkaren August Goldkuhl och Ebba Jerving. Första gången var han gift 1904–1921 med Maria (Maja) Alarik, dotter till Alarik Larson och syster till Axel Alarik. Andra gången gifte han sig 1924 med praktiserande läkaren Elsa Isberg, död 1928. Tredje gången var han gift från 1934 till sin död med Walborg Dahlström. Släkten Goldkuhl har tyskt ursprung och inkom 1755 till Stockholm.